# Jack russell terrier
Jack russell terrier[Nota] é uma raça canina originária da Inglaterra. Foi desenvolvida na metade do século XIX pelo Reverendo John Russel, que buscava um animal imbatível na caça à raposa. Após alguns cruzamentos de sua cadela Trump, beagles e outras desconhecidas raças, John obteve como resultado um cão forte, corajoso, inteligente e compacto, o seu ideal canino de caça. De aparência rústica, é modernamente cruzado na busca por exemplares que atendam o padrão dos Kennel Clubes Internacionais. Fisicamente pode chegar a pesar 8kg e medir 30 cm na altura da cernelha.
O Jack Russell Terrier é amplamente reconhecido por sua personalidade enérgica e disposição incansável, tornando-se uma escolha popular e, mais recentemente, como um animal de companhia.
Reconhecida pelos Kennel Clubes Internacionais como uma raça oficial, os Jack Russell Terrier possuem pedigree, e os criadores frequentemente participam de concursos internacionais. Esses concursos avaliam o padrão da raça e suas variações, destacando as melhores características físicas e temperamentais dos exemplares apresentados.
Variações
A pelagem dos Jack Russell Terrier é geralmente castanho e branca, com predominância do branco. O pelo pode ser liso, também conhecido como Jack Russell de pelo curto, ou comprido, conhecido como Jack Russell de Pelo Duro. Normalmente bicolor, a pelagem pode apresentar variações em preto e branco, e alguns exemplares chegam a ser tricolores, sem que isso resulte em penalidade nos concursos de padrão da raça.
Jack Russells Famosos no Cinema
Os Jack Russell Terriers ganharam destaque no cinema e na televisão devido à sua aparência cativante e personalidade energética. Alguns dos Jack Russells mais famosos incluem:
1. Eddie - O cão Eddie, interpretado por Moose e seu filho Enzo, é um Jack Russell Terrier que ganhou popularidade na série de TV "Frasier". Eddie era conhecido por sua inteligência e habilidade em roubar cenas com suas expressões faciais e truques.
2. Milo - No filme "O Máskara" (1994), estrelado por Jim Carrey, Milo é o fiel companheiro canino do personagem principal. Interpretado por um Jack Russell chamado Max, Milo é um dos personagens mais lembrados do filme, conhecido por suas travessuras e lealdade.
3. Uggie - Uggie ganhou fama mundial por seu papel no filme vencedor do Oscar "O Artista" (2011). Sua performance impressionante lhe rendeu vários prêmios e o status de uma verdadeira estrela de cinema canina.
4. Wishbone - Wishbone foi o personagem principal da série de TV educativa de mesmo nome, que foi ao ar na década de 1990. O cão, interpretado por um Jack Russell Terrier chamado Soccer, se imaginava como personagens principais em várias histórias clássicas da literatura.

Esses Jack Russells se tornaram ícones culturais, mostrando a versatilidade e o charme da raça em diversas produções cinematográficas e televisivas.
O Melhoramento Genético
O melhoramento genético dos cães Jack Russell é conduzido por meio de concursos da raça realizados pelos Kennel Clubes. Esses concursos têm como objetivo garantir que os cães atendam ao padrão oficial da raça, promovendo a permanência e a excelência das características desejadas. Criadores dedicados participam desses eventos para selecionar os melhores exemplares, assegurando a continuidade e a melhoria genética dos Jack Russell Terriers ao longo das gerações.
A linhagem australiana, por exemplo, trouxe algumas características muito desejadas pelo público. No Brasil, o campeão panamericano Jungle Jack's foi adquirido pelo Canil Dois Pinheiros. Jungle Jack's tornou-se um importante pareador, contribuindo significativamente para a concretização do plantel nacional. Sua influência ajudou a elevar os padrões da raça no Brasil, introduzindo características desejáveis e aprimorando a qualidade genética dos Jack Russell Terriers no país.
Outro exemplar que traz as características da linhagem australiana que rodou o mundo, foi o cão Up! Ellerre, conhecido pela sua marcação perfeita. 